# Копьё в геральдике
Копьё (пика, наконечник копья, гарда) — искусственная негеральдическая гербовая фигура.
В геральдике символизировало рыцарскую честь, непоколебимую стойкость и величие благородной души.

## История
В христианстве копьём называли острый нож, которым вырезается Агнец и вынимаются частицы их просфор. Копьём римского воина было пробито тело Христа на кресте, при его распятии.
В европейской геральдике только "благородный рыцарь" мог носить меч и копьё, которое являлось неотъемлемым атрибутом на рыцарских турнирах, к которому прикрепляли вымпел или знамя. Выражение "преломить одно или несколько копий" означало одержать одну или несколько побед, а "не сломать ни одного копья" считалось бесславным.
В польской геральдике данным атрибутом пользовались: Гроты, Елита, Лис, Косцеша, Гильхен, и другие.
В русской геральдике нашло широкое применение в дворянских родах: Ашитковы, Бобарыкины, Варсонофьевы, Вельяминовы, Воронцовы-Вельяминовы, Головины и другие.
В геральдике иногда смешивают эмблему копья и пики, разновидности длинного копья: Аммосовы, Анохины. Белокрыльцевы, Бобоедовы, Болкуновы, и другие.
Употребляют щитодержатели с копьями или пиками: Бакунины, Бачурины, Безобразовы, Безсоновы, Бехтеевы , Боувер, Вельяшевы и другие.

## Блазонирование
При блазонировании в гербовых щитах, копьё, как правило изображалось столбом, наконечником к главе щита. В гербовых щитах может быть одно или несколько копий, как отдельно, так и скрещенных между собой или перевязанных лентой. Если копья разнонаправленные (верх-низ), то это отмечается в описании. Очень редко в описании герба даётся — турнирное копьё. Цвет копья может быть различным, но если наконечник или гарда отличается от древка, то обязательно указывается их цвет. То же самое относится к имеющимся на копье вымпелов и знамён.
Отдельно изображённые наконечники копья, как правило изображаются к главе или подошве щита (верх-низ), но могут быть и изображённые перевязью (к углам щита). Наконечники могут быть тупыми (турнирными), что указывается при описании.

## Галерея

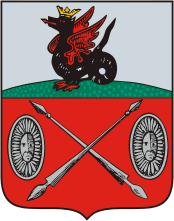
Герб Тетюши
Герб Новгорода-Северского
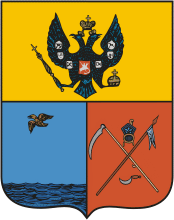
Герб Вознесенска времен Российской империи
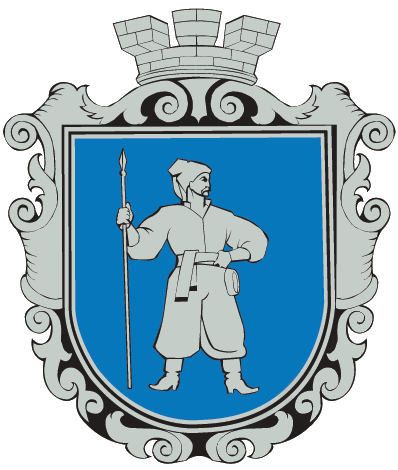
Герб Умани
Герб Сортавала
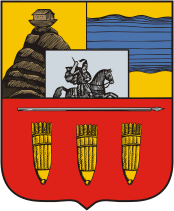
Герб Нахичеваня времен Российской империи